# 다마 미술대학
타마 미술대학(일본어: 多摩美術大学 타마비주츠다이가쿠[*])은 도쿄에 위치한 일본의 사립 미술대학이다. 약칭은 타마비(多摩美/たまび)다.
도쿄 예술대학, 무사시노미술대학, 타마미술대학 세 대학을 일컬어 '도쿄 3대 미술대학(통칭:三美大)'으로 불린다. 예로부터 명문 미대로 인정받는다.

## 연혁
- 1935년 타마제국미술학교를 도쿄도 세타가야구에 설립. 초대 교장은 스기우라 히스이, 학생은 67명.
- 1937년 재단법인 인가.
- 1944년 교사(校舍)가 해군기술연구소에 접수되어 휴교.
- 1946년 구 군수공장 건물을 매입, 학생을 모집하여 수업을 재개.
- 1947년 전문학교 인가를 받아, 타마조형예술전문학교'(미술부·건축부·공예부)가 됨.
- 1950년 타마미술단기대학(회화과·조각과·조형도안과)을 설치.
- 1953년 타마미술대학(회화과·조각과·도안과) 출범.
- 1964년 대학원 설치.

## 캠퍼스
- 하치오지 캠퍼스 (도쿄도 하치오지시)

본부,대학원, 미술학부
- 카미노게 캠퍼스 (도쿄도 세타가야구)

본부, 대학원, 미술학부

## 건축환경디자인과
미술학부
- 회화학과
  - 일본화전공
  - 유화전공
  - 판화전공
- 조각학과
- 공예학과
- 그래픽디자인학과
- 생산디자인학과
  - 프로덕트디자인전공
  - 텍스타일디자인전공
- 환경디자인학과
- 정보디자인학과
  - 미디어예술코스
  - 정보디자인코스
- 예술학과
- 통합디자인학과-2014년 신설학과
- 연극무용디자인학과-2014년 신설학과
  - 연극무용코스
  - 극장미술디자인코스

조형표현학부 (야간)-2014년도부터 학생 모집중지
- 조형학과
- 디자인학과
- 영상연극학과

## 대학원
- 미술연구과
- 박사과정 (전기·후기)

## 부속시설[3]
- 타마미술대학 도서관
- 예술인류학 연구소
- 아즈미노 유리공방
- 타마미술대학 미술관
- 미디어 센터
- 연구 센터
- 정보 센터
- 영상 스튜디오
- 3DCG 스튜디오
- 비디오촬영 스튜디오
- 미디어 홀
- 사진 센터

- 공작 센터
- 카미노게 센터

- 연극무용 스튜디오
- 아트 테크

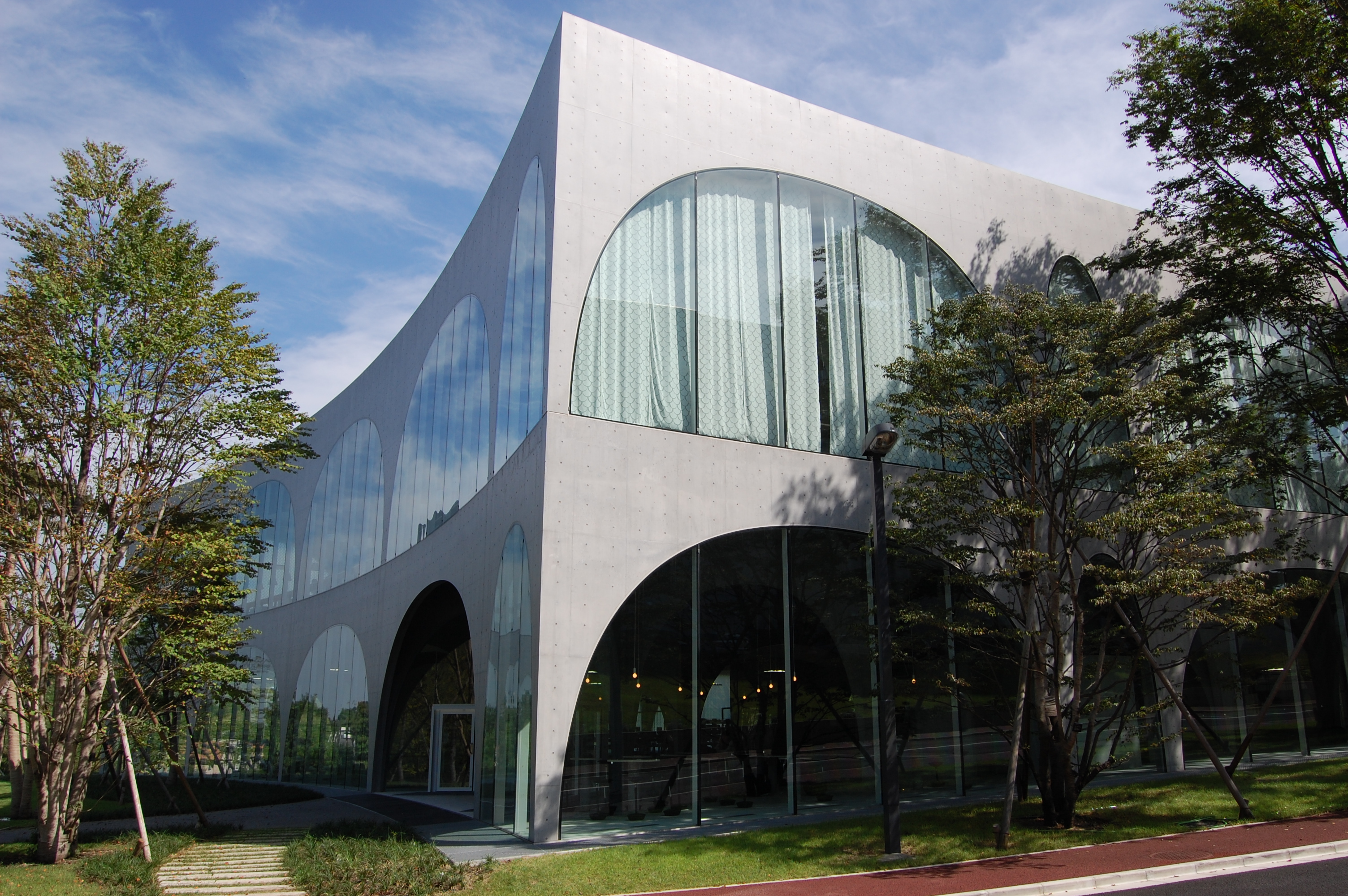
타마미술대학 도서관

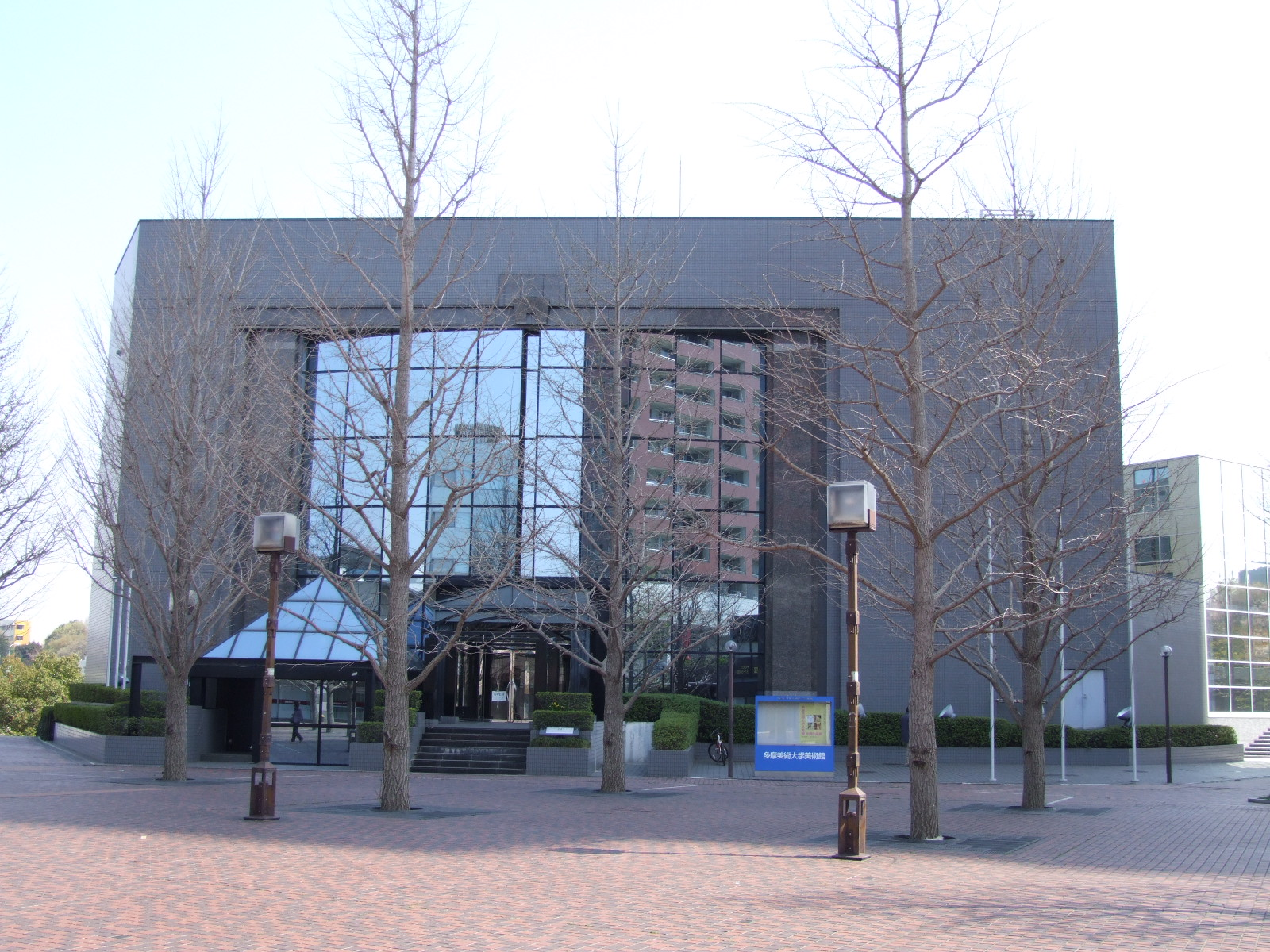
타마미술대학 미술관

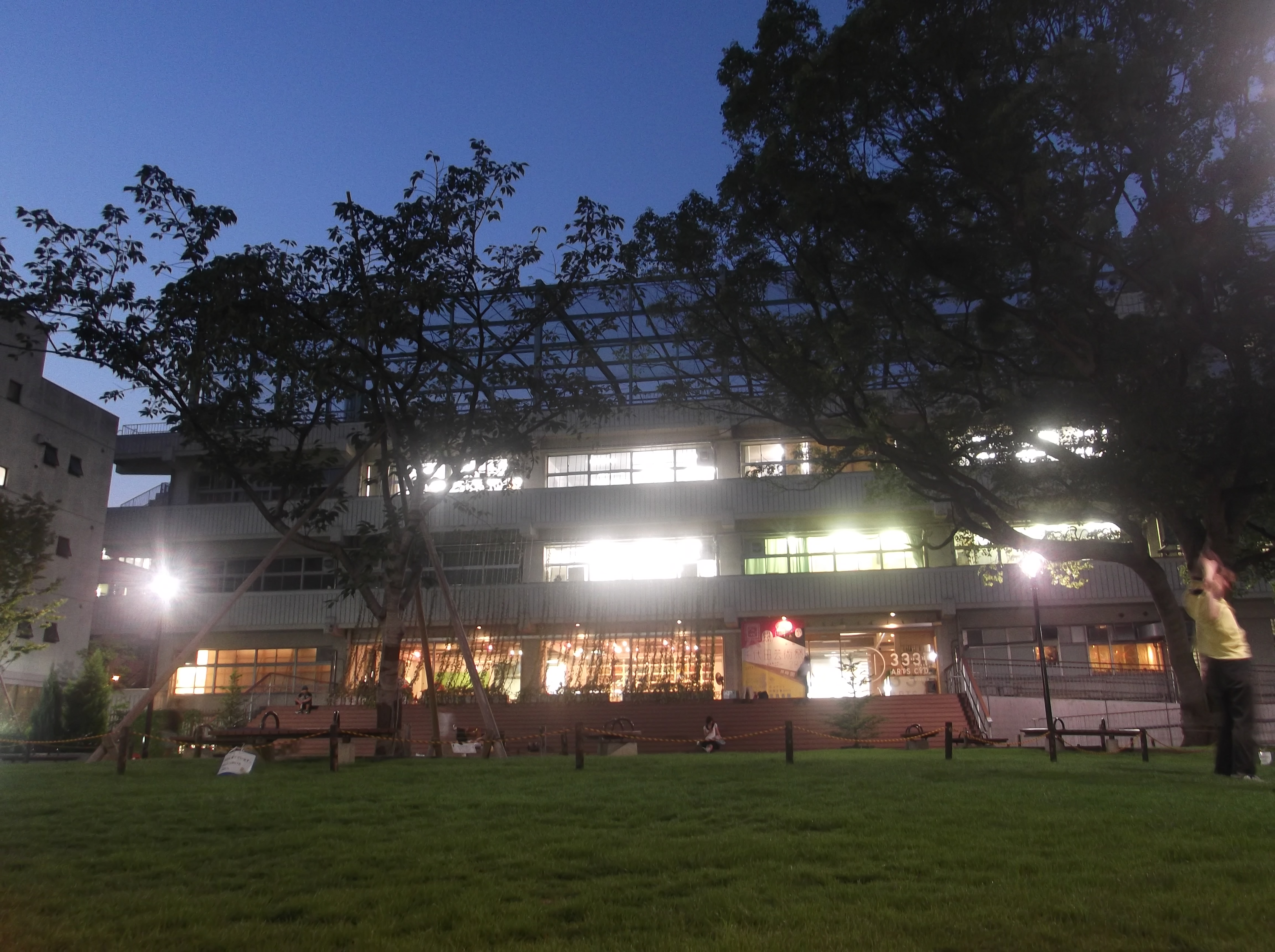
3331Arts Chiyoda 아키바타마비21

- 3331Arts Chiyoda 아키바타마비21
- 국제교류실
- TAU 홀
- 실내체육관

- 렉처 홀
- 타마미술대학 생애학습센터
- PBL (Project Based Learning)과목

PBL과목은、전학과・전학년이 이수할 수 있는 새로운 강의형태로써 자리매김하고있다。

## 대외관계

### 포괄제휴협정[6][7]
- 쇼와 의과대학
- 와세다 대학
- 사가미하라시

### ARTSAT Project[8]
- 도쿄 대학[9]

### 해외협정교[10]
- 신라빠꼰 대학교
- 칭화 대학 미술학원
- 홍익대학교 미술대학
- 동아대학교
- 알토 대학교 미술・디자인・건축학부
- 중앙미술학원
- 아트 센터 칼리지 오브 디자인
- 베를린 예술대학교
- 국립 타이베이 예술대학
- 게리트 리트벨트 아카데미
- 국립 타이완 예술대학
- 국제 디자인대학교
- 로열 칼리지 오브 아트
- 서울대학교 미술대학
- 이화여자대학교 조형예술대학
- 오슬로 국립예술대학
- 글래스고 스쿨 오브 아트
- 예테보리 대학교 회화・응용미술・무대예술학부
- 신시내티 대학
- 국립고등장식미술학교
- 런던 예술대학교 첼시 칼리지 오브 아츠
- 로드아일랜드 스쿨 오브 디자인

## 같이 보기
- 2020년 하계 올림픽